# Vĩnh Hậu, Cà Mau
Vĩnh Hậu là một xã thuộc tỉnh Cà Mau, Việt Nam.

## Địa lý
Xã Vĩnh Hậu có vị trí địa lý:
- Phía đông giáp phường Bạc Liêu và phường Hiệp Thành
- Phía tây giáp xã Đông Hải
- Phía nam giáp Biển Đông
- Phía bắc giáp xã Hòa Bình.

Xã Vĩnh Hậu có diện tích 232,75 km², dân số năm 2024 là 41.899 người, mật độ dân số đạt 180 người/km².
Vĩnh Hậu là vùng đất trẻ, được hình thành chủ yếu do sự bồi lắng phù sa ở các cửa biển tạo nên. Phần lớn diện tích tự nhiên của tỉnh là đất bằng nằm ở độ cao trên dưới 1,2 m so với mặt biển. Địa hình có xu hướng nâng cao dần do phù xa bồi đắp. Trên địa bàn xã nhiều - kênh rạch lớn, trong đó có 4 tuyến kênh đổ ra biển, kênh 30/4 nối từ kênh Bạc Liêu – Cà Mau ra đến biển Đông là kênh lớn nhất, nhiều nơi có kênh rạch chằng chịt do người dân đào kênh lấy nước nuôi tôm.

## Lịch sử
Ngày 25 tháng 7 năm 1979, Hội đồng Bộ trưởng ban hành Quyết định số 275-CP về việc chia xã Vĩnh Mỹ A thành 4 xã: Vĩnh Mỹ A, Vĩnh Thắng, Vĩnh Thịnh, Vĩnh Hậu.
Ngày 14 tháng 2 năm 1987, Hội đồng Bộ trưởng ban hành Quyết định số 33B-HĐBT về việc:
- Sáp nhập xã Long Hà vào xã Vĩnh Hậu.
- Sáp nhập một phần diện tích và dân số của xã Vĩnh Hậu vào xã Vĩnh Thịnh, xã Long Thạnh và xã Vĩnh Lợi.

Sau khi phân vạch, điều chỉnh địa giới hành chính:
- Xã Vĩnh Hậu có 11.889 ha đất và 5.804 nhân khẩu.
- Xã Vĩnh Thịnh có 5.475 hécta đất và 5.988 nhân khẩu.

Ngày 6 tháng 11 năm 1996, Quốc hội ban hành Nghị quyết về việc chia tỉnh Minh Hải thành tỉnh Bạc Liêu và tỉnh Cà Mau. Khi đó, xã Vĩnh Hậu và xã Vĩnh Thịnh thuộc huyện Vĩnh Lợi, tỉnh Bạc Liêu.
Ngày 24 tháng 12 năm 2003, Chính phủ ban hành Nghị định số 166/2003/NĐ-CP về việc thành lập xã Vĩnh Hậu A thuộc huyện Vĩnh Lợi trên cơ sở 5.150 ha diện tích tự nhiên và 7.416 nhân khẩu của xã Vĩnh Hậu.
Sau khi điều chỉnh địa giới hành chính, xã Vĩnh Hậu còn lại 6.177 ha diện tích tự nhiên và 8.210 nhân khẩu.
Ngày 26 tháng 7 năm 2005, Chính phủ ban hành Nghị định số 96/2005/NĐ-CP về việc:
- Thành lập huyện Hòa Bình thuộc tỉnh Bạc Liêu.
- Chuyển xã Vĩnh Hậu, xã Vĩnh Hậu A, Vĩnh Thịnh thuộc huyện Vĩnh Lợi về huyện Hòa Bình mới thành lập quản lý.

Ngày 23 tháng 11 năm 2020, HĐND tỉnh Bạc Liêu ban hành Nghị quyết số 30/NQ-HĐND về việc sáp nhập ấp Cái Tràm vào ấp Toàn Thắng.
Ngày 16 tháng 1 năm 2023, UBND tỉnh Bạc Liêu ban hành Quyết định số 85/QĐ-UBND về việc công nhận xã Vĩnh Thịnh đạt tiêu chuẩn đô thị loại V.
Tính đến ngày 31/12/2024:
- Xã Vĩnh Hậu có 6 ấp: 13, 14, Toàn Thắng, Thống Nhất, Vĩnh Mẫu, Vĩnh Thạnh.
- Xã Vĩnh Hậu A có 6 ấp: 12, 15, 16, 17, Cây Gừa, Giồng Tra.
- Xã Vĩnh Thịnh có 7 ấp: Vĩnh Bình, Vĩnh Hòa, Vĩnh Lạc, Vĩnh Lập, Vĩnh Kiểu, Vĩnh Mới, Vĩnh Tiến.

Ngày 12 tháng 6 năm 2025, Quốc hội ban hành Nghị quyết số 202/2025/QH15 về việc sắp xếp đơn vị hành chính cấp tỉnh (nghị quyết có hiệu lực từ ngày 12 tháng 6 năm 2025). Theo đó, sáp nhập tỉnh Bạc Liêu vào tỉnh Cà Mau.
Ngày 16 tháng 6 năm 2025, Ủy ban Thường vụ Quốc hội ban hành Nghị quyết số 1655/NQ-UBTVQH15 về việc sắp xếp các đơn vị hành chính cấp xã của tỉnh Cà Mau năm 2025 (nghị quyết có hiệu lực từ ngày 16 tháng 6 năm 2025). Theo đó, sáp nhập toàn bộ 105,94 km² diện tích tự nhiên, quy mô dân số là 17.948 người của xã Vĩnh Thịnh và toàn bộ 64,25 km² diện tích tự nhiên, quy mô dân số là 9.852 người của xã Vĩnh Hậu A vào toàn bộ 62,56 km² diện tích tự nhiên, quy mô dân số là 14.099 người của xã Vĩnh Hậu thuộc huyện Hòa Bình, tỉnh Bạc Liêu.
Xã Vĩnh Hậu có 232,75 km² diện tích tự nhiên và quy mô dân số là 41.899 người.

## Kinh tế - xã hội
Khu công nghiệp dịch vụ cảng biển - Bạc Liêu.
Xã Vĩnh Hậu thuộc xã vùng sâu, vùng xa; hiện đang hưởng chính sách 135 của chính phủ. Do vùng đất mới, dân cư từ nơi khác đến sinh sống bằng nghề nuôi trồng thủy sản, làm muối và đánh bắt hải sản ven biển. Cuộc sống phụ thuộc vào thiên nhiên, nên xã còn rất nghèo, cơ sở hạ tầng còn nhiều yếu kém. Nhờ có nhà nước đầu tư, nên bước đầu xã đang có những chuyển biến tích cực về kinh tế, xã hội.
Dân cư: Xã là vùng ven biển do phù sa bồi đắp, vùng đất mới. Do đó dân cư chủ yếu do di cư từ các nơi khác đến. Số đông từ miền Bắc chuyển vào từ vùng kinh tế mới, sống chủ yếu ở ấp Thống Nhất. Người dân sống chủ yếu bằng nghề nuôi trồng thủy sản, làm muối, khai thác vùng ven biển.

## Văn hóa - du lịch
- Nhà thờ Thánh Tâm.
- Chùa Vĩnh Thái An, trong nhà chùa có phủ thờ Chủ tịch Hồ Chí Minh, cách trung tâm xã khoảng 1 km về phía UBND xã Vĩnh Hậu.
- Chùa Điền.
- Nhà máy điện gió Hòa Bình 1 và Hòa Bình 2.